# Johann Christian Daniel Salchow
Johann Christian Daniel Salchow (eigentlich Johann Christian Salchow, auch Johann Salchow, Pseudonym: Gustav Stello; * 19. August 1782 in Güstrow; † 23. November 1829 in Halle (Saale)) war ein deutscher Rechtswissenschaftler und Hochschullehrer sowie Schriftsteller.

## Leben
Salchow absolvierte die Domschule Güstrow mit Auszeichnung und ging zum Studium der Rechtswissenschaft an die Universität Jena. Dort wurde er 1801 zum Doktor der Rechte promoviert. In Jena habilitierte er sich und lehrte fortan als Privatdozent des Strafrechts. In dieser Zeit veröffentlichte er unter dem Namen Gustav Stello belletristische Literatur. Daneben trat er unter eigenem Namen schriftstellerisch im Bereich der Rechtswissenschaft auf.
Salchows folgte 1810 einem Ruf als ordentlicher Professor der Rechte an die Universität Halle. Dort verblieb er bis zu seinem Tod.

## Werke (Auswahl)
Fachliteratur
- Darstellung der Lehre von Strafen und Verbrechen nach gemeinen Rechten. Nebst einer Einleitung über Strafen und Verbrechen überhaupt, ihren Bedingungen und ihrer Zurechnung. Ein Handbuch für ausübende Rechtsgelehrte. 2 Bände. Cröker, Jena 1804–1805.
- Beyträge zur Kritik des Kleinschrodschen Entwurfs eines peinlichen Gesetzbuches. Cröker, Jena 1804.
- Systematische Entwickelung des Verbrechens der Entwendung. Hennings, Erfurt 1806.
- Erörterungen über das gerichtliche Verfahren in bürgerlichen Rechtsstreitigkeiten nach dem neuen französischen Rechte, Dürr, Leipzig 1808.

Belletristik
- Die Jesuiten: eine Arabeske. Stahl, Jena 1801.
- Das Brandmal oder Ugolinos Wanderungen. Stahl, Jena 1802.
- Rudolfin. Ein Roman für wenige Leser. Stahl, Jena 1803.